# Mikko Huhtala
Mikko Huhtala, född den 30 mars 1952 i Lappo, Finland, är en finländsk brottare som tog OS-brons i welterviktsbrottning i den grekisk-romerska klassen 1980 i Moskva. 